# ニュージーランドの博物館の一覧
下記は、ニュージーランドの博物館の一覧である。
この一覧は未完成です。加筆、訂正して下さる協力者を求めています。

## オークランド地方
- オークランド美術館
- オークランド博物館
- ゴー・ラングスフォード美術館（英語版）
- ガス・フィッシャー美術館（英語版）
- ホウィック歴史村（英語版）
- キンダー・ハウスとエウェルム・コテージ（英語版）
- 輸送技術博物館
- パー・ホームステッド（英語版）
- トーピード・ベイ海軍博物館（英語版）
- ヴォイジャー・ニュージーランド海事博物館（英語版）

## ベイ・オブ・プレンティ地方
- 歴史飛行機博物館（英語版）
- ニュージーランド・マオリ美術工芸協会（英語版）
- ロトルア博物館
- テ・ワイロア（英語版）

## カンタベリー地方
- ニュージーランド空軍博物館（英語版）
- カンタベリー博物館
- 現代美術センター（英語版）
- クライストチャーチ美術館（英語版）
- フェリーミード歴史公園（英語版）
- プレーンズ・ビンテージ鉄道・歴史博物館（英語版）
- プレザント・ポイント博物館・鉄道（英語版）
- ヨールドハースト博物館（英語版）

## ホークス・ベイ地方
- MTGホークス・ベイ（英語版）
- ネイピア刑務所（英語版）

## マナワツ・ワンガヌイ地方
- 国立軍事博物館（英語版）
- ニュージーランド・ラグビー博物館（英語版）
- サージャント美術館（英語版）
- テ・マナワ（英語版）
- ワイマリノ博物館（英語版）
- ワンガヌイ地方博物館（英語版）[1]

## マールボロ地方
- エドウィン・フォックス（英語版）
- オマカ航空業績センター（英語版）

## ネルソン地方
- ファウンダーズ・ヘリテージ・パーク（英語版）
- ネルソン地方博物館（英語版）
- ワールド・オブ・ウェアブル・アート&クラシック・カー博物館（英語版）

## ノースランド地方
- バトラー・ポイント捕鯨博物館（英語版）
- カウリ博物館（英語版）
- ミッション・ハウス（英語版）
- ポンペリエ・ハウス（英語版）
- ストーン・ストア（英語版）
- テ・ワイマテ・ミッション（英語版）
- トリーティ・ハウス（英語版）

## オタゴ地方
- キャドバリーワールド
- ダニーデン公共美術館（英語版）
- ラーナック城
- ニュージーランド戦闘機パイロット博物館（英語版）
- ニュージーランド・スポーツの殿堂（英語版）
- オルベストン邸（英語版）
- オタゴ博物館（英語版）
- オタゴ入植者博物館（英語版）
- スチームパンクHQ（英語版）

## サウスランド地方
- ブルーフ海事博物館
- イースタン・サウスランド美術館（英語版）
- サウスランド博物館・美術館（英語版）

## タラナキ地方
- サウス・タラナキ博物館（英語版）
- ゴヴェット・ブリュースター美術館（英語版）
- プケ・アリキ（英語版）

## ワイカト地方
- ビアーレ・コテージ（英語版）
- ワイカト博物館（英語版）

## ウェリントン地方
- アダム美術館（英語版）
- ウェリントン市立美術館（英語版）
- コブルストーンズ博物館（英語版）
- コロニアル・コテージ博物館（英語版）
- フェル蒸気機関車博物館（英語版）
- キャサリン・マンスフィールド生誕地（英語版）
- ホエールズ博物館ホテル（英語版）
- ニュージーランド国立博物館テ・パパ・トンガレワ
- ウェリントン街と海の博物館（英語版）
- ニュージーランド・オリンピック博物館（英語版）
- パヒアトゥア鉄道協会（英語版）
- ポリルア精神異常者収容所（英語版）
- サウスワード自動車博物館（英語版）
- ワイララパ鉄道修復協会（英語版）
- ウェリントン・マナワツ鉄道協会（英語版）
- ウェリントン路面電車博物館（英語版）

## ウェスト・コースト地方
- シャンティタウン（英語版）